# 고상 (삼국지)
고상(高翔, 高詳, 高祥, ? ~ ?)은 중국 삼국 시대 촉나라의 장군으로 형주 남군 사람이다.

## 생애
219년(건안 24년), 한중 전투에 참여하였다. 하후연 사후에 서황 등을 통솔하던 정촉호군(征蜀護軍) 조진에게 고상이 격파되었다. 228년(건흥 6년), 제갈량의 제1차 북벌 때는 열류성(列柳城)에 주둔했는데 옹주자사 곽회한테 패하여 축출되었다. 231년, 제갈량의 제4차 북벌인 노성 전투(鹵城―)에도 종군하였다. 공격해온 사마의군을 위연·오반과 함께 막아 대승을 거두었다. 같은 해 이엄의 파직을 건의하는 제갈량의 상소문에 고상도 이름을 올렸다. 당시의 지위는 독전부(督前部)·우장군·현향후(玄鄕侯)였다. 관직은 영천군 사람 원림(袁淋, 袁綝, 원침)과 나란히 대장군에 이르렀는데 원림은 정서장군(征西將軍)이란 관명이 남은 반면 고상은 어떤 대장군인지 알 수 없다. 이외의 행적도 기록이 없어 알 수 없다.

## 삼국지연의
사서가 아닌 소설 《삼국지연의》에서는 이름을 高翔(고상)으로, 작위를 현도후(玄都侯)로 표기하였다. 제91회에 제갈량의 북벌에 참가하는 것으로 첫 등장한다. 제93회, 제갈량이 장익과 고상을 매복시키고 천수태수 마준을 꾀어내지만 강유에게 간파당한다. 제95회, 1만 명으로 열류성에 주둔하며 가정(街亭)의 마속을 지원하는 임무를 맡는다. 가정을 빼앗겼단 소식에 구원하러 가던 중 도망오는 위연과 왕평을 만난다. 이들에게 가정 수복을 제안해 날이 저물기를 기다려 함께 간다. 위연과 고상은 복병에 당했다가 왕평에게 구조되어 같이 열류성으로 퇴각한다. 도중에 곽회의 습격까지 받아 셋은 양평관(陽平關)으로 도주한다. 제102회, 작품 기준 제6차 북벌에서 제갈량이 개발한 목우유마를 고상이 운용해 검각(劍閣)에서부터 기산(祁山)까지 군량과 꼴을 나른다. 제103회, 제갈량의 지시를 이행해 사마의군에게 일부러 여러 번 져주는 것을 마지막으로 더 이상 등장하지 않는다.

## 같이 보기
- 삼국지 인물 목록